# Idanha, Oregon
Idanha, Oregon (енгл. Idanha) град је у америчкој савезној држави Орегон.

## Демографија
По попису из 2010. године број становника је 134, што је 98 (-42,2%) становника мање него 2000. године.
| Група             | 2000.       | 2010.       |
| Белци             | 213 (91,8%) | 122 (91,0%) |
| Афроамериканци    | 1 (0,4%)    | 0 (0,0%)    |
| Азијати           | 0 (0,0%)    | 0 (0,0%)    |
| Хиспаноамериканци | 14 (6,0%)   | 7 (5,2%)    |
| Укупно            | 232         | 134         |